# Саралидзе, Борис Ерастиевич
Борис Ерастиевич (Эрастович) Саралидзе — советский хозяйственный, государственный и политический деятель.

## Биография
Родился в 1932 году в селе Фути. Член КПСС.
Окончил машиностроительный факультет Грузинского политехнического института.
До 1959 — главный механик Бухарского вино-водочного завода, инженер-конструктор СКБ в Тбилиси, главный механик Зестафонского вино-водочного завода.
В 1959—1963 — первый секретарь Зестафонского райкома ЛКСМ Грузии, заведующий отделом сельского хозяйства ЦК ЛКСМ Грузии.
В 1963—1973 — второй секретарь Зестафонского райкома КП Грузии.
В 1973—1979 — первый секретарь Мцхетского райкома КП Грузии.
В 1979—1982 — заместитель председателя Тбилисского горисполкома, первый секретарь Ленинского райкома КП Грузии города Тбилиси.
В 1982—1984 — председатель Тбилисского горисполкома.
В 1984—1988 — министр автомобильного транспорта Грузинской ССР.
В 1988—1990 — первый заместитель министра автомобильного транспорта и дорог Грузинской ССР.
В 1990—2004 — глава Дорожного департамента Грузии.
Депутат Верховного Совета Грузинской ССР 10-11-го созывов. Делегат XXV съезда КПСС.
Жил в Тбилиси.

## Награды
- Орден Трудового Красного Знамени
- Орден Знак Почёта